# Гутхейль
Семья Гутхейль (нем. Gutheil)  — Александр Богданович и Карл Александрович —  российские нотоиздатели, родом из Австрии.
- Александр Богданович Гутхейль (р. 1818 —  у. 1882) — основатель музыкальной издательской фирмы в 1859 году в Москве[2].
- Карл-Фридрих Александрович Гутхейль (р. 31 июля (8 августа) 1851 —  у. после 1921) —  сын Александра Богдановича. После смерти отца возглавил нотоиздательскую фирму

## См.также
- А. Гутхейль (издательство)
- Гутхейль (значения)